# Adelchi (nome)
Adelchi  è un nome proprio di persona italiano maschile.

## Varianti
- Maschili: Adelco[1][2], Adelchio[1][2]
- Femminili: Adelca[1][2], Adelchia[2]

## Origine e diffusione

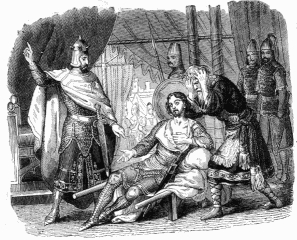
Adelchi sconfitto e ferito a morte davanti a Carlo Magno e al padre Desiderio

Si tratta di un diverso adattamento italiano di Adelgis, il nome longobardo da cui discende Adalgiso, pervenutoci tramite il latino Adelchis; etimologicamente parlando, è composto dalle radici germaniche adal ("nobile") e gisil ("freccia").
La diffusione di questo nome ha in parte ragioni storiche, dovuta alle figure di Adelchi, principe dei Longobardi sconfitto da Carlo Magno, e di Adelchi, principe di Benevento; tuttavia, è divenuto realmente celebre nell'Ottocento, grazie alla tragedia manzoniana dell'Adelchi, che narra la storia del principe longobardo, da cui è derivato un omonimo spettacolo teatrale diretto da Carmelo Bene.
Il nome è maggiormente attestato nel Nord Italia, specie nel Friuli-Venezia Giulia e in particolare in provincia di Udine; una certa percentuale di persone chiamate così è concentrata però anche in Lazio e, in minor misura, in Campania.

## Onomastico
Non c'è alcun santo di nome Adelchi; l'onomastico si può festeggiare il 1º novembre, in occasione di Ognissanti, oppure lo stesso giorno di Adalgiso, data l'origine comune (cioè generalmente il 7 ottobre in onore di sant'Adalgiso, vescovo di Novara).

## Persone
- Adelchi, principe longobardo

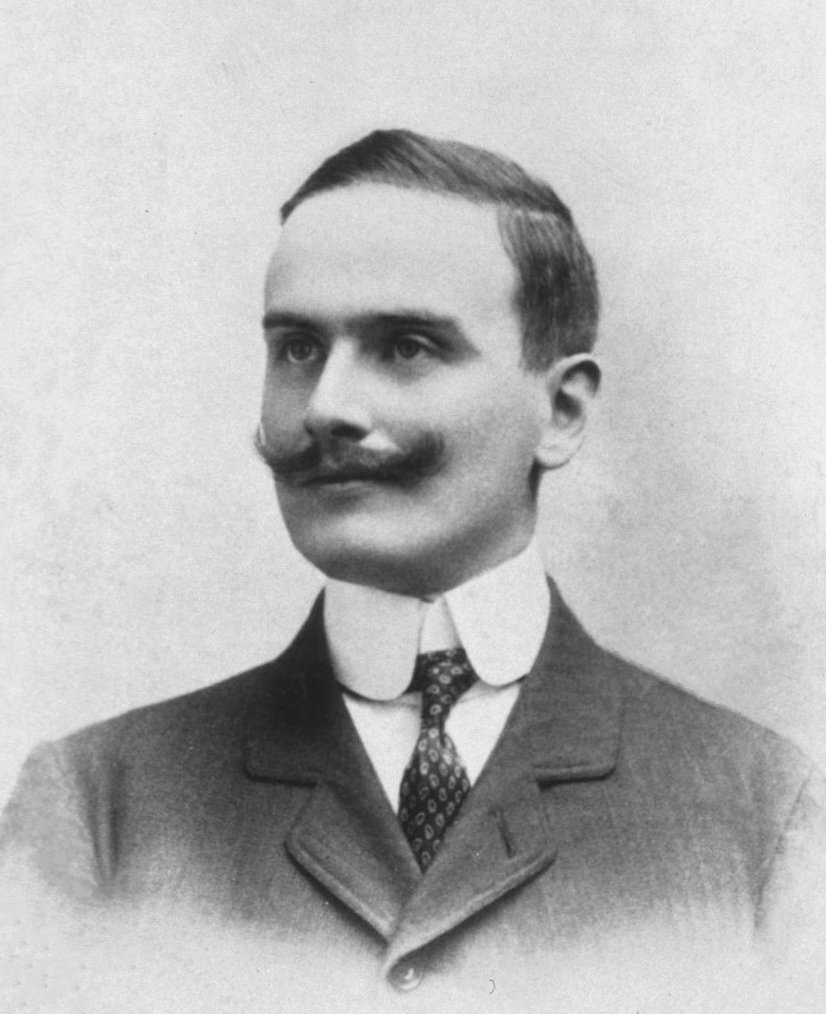
Adelchi Negri

- Adelchi di Benevento, principe di Benevento
- Adelchi I di Spoleto, duca di Spoleto
- Adelchi Baratono, politico e filosofo italiano
- Adelchi Brach, calciatore e allenatore di calcio italiano
- Adelchi Galloni, illustratore italiano
- Adelchi Malaman, calciatore italiano
- Adelchi Negri, scienziato e patologo italiano
- Adelchi Pillinini, generale italiano
- Adelchi Serena, politico italiano